# San Juan de Satatotora
San Juan de Satatotora ist eine ländliche Siedlung im Departamento La Paz im Hochland des südamerikanischen Andenstaates Bolivien.

## Lage im Nahraum
San Juan de Satatotora ist der zentrale Ort des Kanton Villa San Juan de Satatotora im Municipio Laja in der Provinz Los Andes und liegt auf einer Höhe von 3960 m am Río Huta Jahuira, einem Bachlauf, der flussabwärts über den Río Guaquira zum Río Tiwanaku und weiter in den Titicacasee fließt. Direkt östlich der Ortschaft erhebt sich der Cerro Calachia auf 4047 Meter.

## Geographie
San Juan de Satatotora liegt auf dem bolivianischen Altiplano zwischen den Anden-Gebirgsketten der Cordillera Occidental im Westen und der Cordillera Central im Osten. Das Klima der Region ist ein typisches Tageszeitenklima, bei dem die Durchschnittstemperaturen im Tagesverlauf stärker schwanken als im Jahresverlauf.
Die mittlere Jahrestemperatur von Viacha liegt bei knapp 9 °C, der Jahresniederschlag beträgt etwa 600 mm (siehe Klimadiagramm Viacha). Die Monatsdurchschnittstemperaturen schwanken nur unwesentlich zwischen 6 °C im Juli und 10 °C von November bis Februar. Die Monate Mai bis August sind arid mit Monatsniederschlägen von weniger als 15 mm, in den Südsommer-Monaten Januar und Februar werden Monatsniederschläge von mehr als 100 mm gemessen.

## Verkehrsnetz
San Juan de Satatotora liegt in einer Entfernung von 55 Straßenkilometern westlich von La Paz, der Hauptstadt des Departamentos.
Von La Paz führt die Nationalstraße Ruta 19 in südwestlicher Richtung 35 Kilometer bis Viacha und von dort weiter bis Charaña an der peruanischen Grenze. Von Viacha aus folgt man der Ruta 43 über 20 Kilometer nach Südwesten bis zur Ortschaft San Juan de Satatotora, die einen halben Kilometer nordwestlich der Ruta 43 liegt.

## Bevölkerung
Die Einwohnerzahl der Ortschaft ist im Jahrzehnt zwischen den beiden letzten Volkszählungen um etwa ein Drittel angestiegen:
| Jahr | Einwohner         | Quelle       |
| ---- | ----------------- | ------------ |
| 1992 | keine Detaildaten | Volkszählung |
| 2001 | 114               | Volkszählung |
| 2012 | 146               | Volkszählung |
| 2024 |                   | Volkszählung |

Die Region weist einen hohen Anteil an Aymara-Bevölkerung auf, im Municipio Laja sprechen 97,2 Prozent der Bevölkerung Aymara.